# Enchenberg
Enchenberg (prononcer [ɑ̃ʃɑ̃bɛʁ] ou [ɛnʃənbɛʁɡ]) est une commune française du département de la Moselle en région Grand Est.
Village rural de Lorraine, du pays de Bitche et du bassin de vie de la Moselle-est, Enchenberg est situé à 56,7 km au nord-ouest de Strasbourg, dans le terroir du parc naturel régional des Vosges du Nord. Au niveau intercommunal, la municipalité est intégrée dans la communauté de communes du Pays de Bitche qui regroupe 46 localités autour de Bitche. En 2022, la population légale est de 1 210 habitants, appelés les Enchenbergeois.
Enchenberg est attesté dans les textes d'archives dès le XIIIe siècle. Dépendante du Saint-Empire, la localité est successivement la propriété des seigneurs de Bitche du duché de Lorraine (XIIIe siècle), des comtes de Deux-Ponts-Bitche (1286) et à nouveau des ducs de Lorraine (1570).
Durant la guerre de Trente Ans, la population souffre des multiples passages de troupes et sort du conflit exsangue et décimée. La paix retrouvée, des migrants participent au redressement de la communauté.

## Géographie

### Localisation et communes avoisinantes
Située à l’est du département de la Moselle, la commune d'Enchenberg appartient au pays de Bitche; Elle s'étend sur le plateau, en pays découvert.
À vol d'oiseau, Enchenberg se situe à 56,7 km au nord-ouest de Strasbourg, chef-lieu de région, à 84,8 km à l'est de Metz, chef-lieu de département, à 22,5 km au sud-est de Sarreguemines, chef-lieu d'arrondissement et à 8 km au sud-ouest de Bitche, chef-lieu du canton et de la communauté de communes du Pays de Bitche.
| Rohrbach-lès-Bitche | Heiligenbronn, Petit-Réderching | Siersthal, Lambach |
| Bining, Guisberg    | Enchenberg                      |                    |
| Montbronn           | Saint-Louis-lès-Bitche          | Lemberg            |

### Présentation du ban communal
Le ban communal s'étend sur 973 hectares.

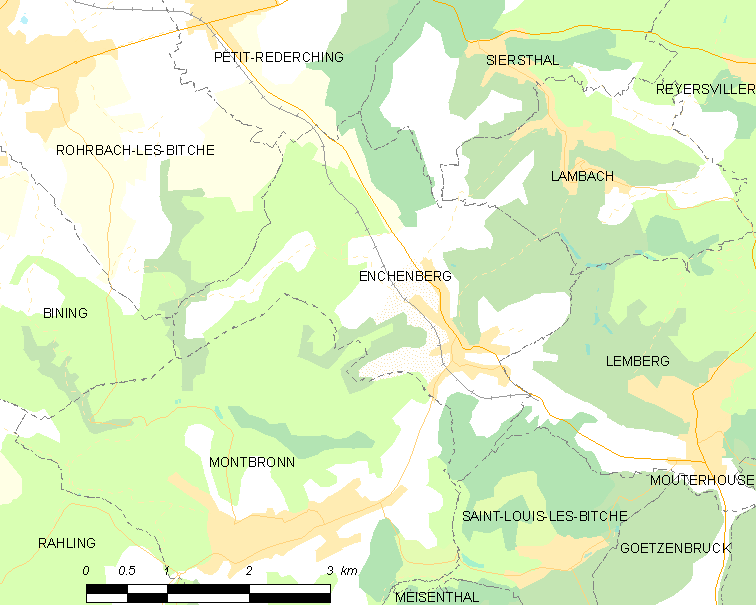
Plan contemporain du territoire communal d'Enchenberg

Le secteur, à vocation rurale, s'est développé de façon constante depuis un siècle. Il associe diverses activités, certaines agricoles et forestières, d'autres mêlant artisanat et industrie et profitant d'un savoir faire séculaire, le travail du verre et du cristal.

### Géologie et relief
La commune se compose de 66,63 hectares de territoires artificialisés (6,88 %), 616,36 hectares de territoires agricoles (63,61 %) et 286,01 hectares de forêts et milieux semi-naturels (29,52 %).
Espaces naturels :
- Trois espaces protégés hors Natura 2000 Vosges Du Nord :

Réserve de Biosphère, zone tampon,
Réserve de Biosphère, zone de transition,
Parc naturel régional.
- Deux zones naturelles d'intérêt écologique, faunistique et floristique (Znieff) :

Forêts spontanées des Vosges du Nord,
Ruisseaux et étangs à Lemberg.
Hydrogéologie et climatologie : Système d’information pour la gestion des eaux souterraines du bassin Rhin-Meuse :
Territoire communal : Occupation du sol (Corinne Land Cover); Cours d'eau (BD Carthage),
Géologie : Carte géologique; Coupes géologiques et techniques,
 Hydrogéologie : Masses d'eau souterraine; BD Lisa; Cartes piézométriques.

### Hydrographie et les eaux souterraines
La commune est située dans le bassin versant du Rhin au sein du bassin Rhin-Meuse. Elle est drainée par le ruisseau le Buttenbach et le ruisseau le Steschbach.
Le Buttenbach, d'une longueur totale de 17,5 km, prend sa source dans la commune de Rohrbach-lès-Bitche et se jette  dans l'Eichel à Lorentzen, après avoir traversé six communes.

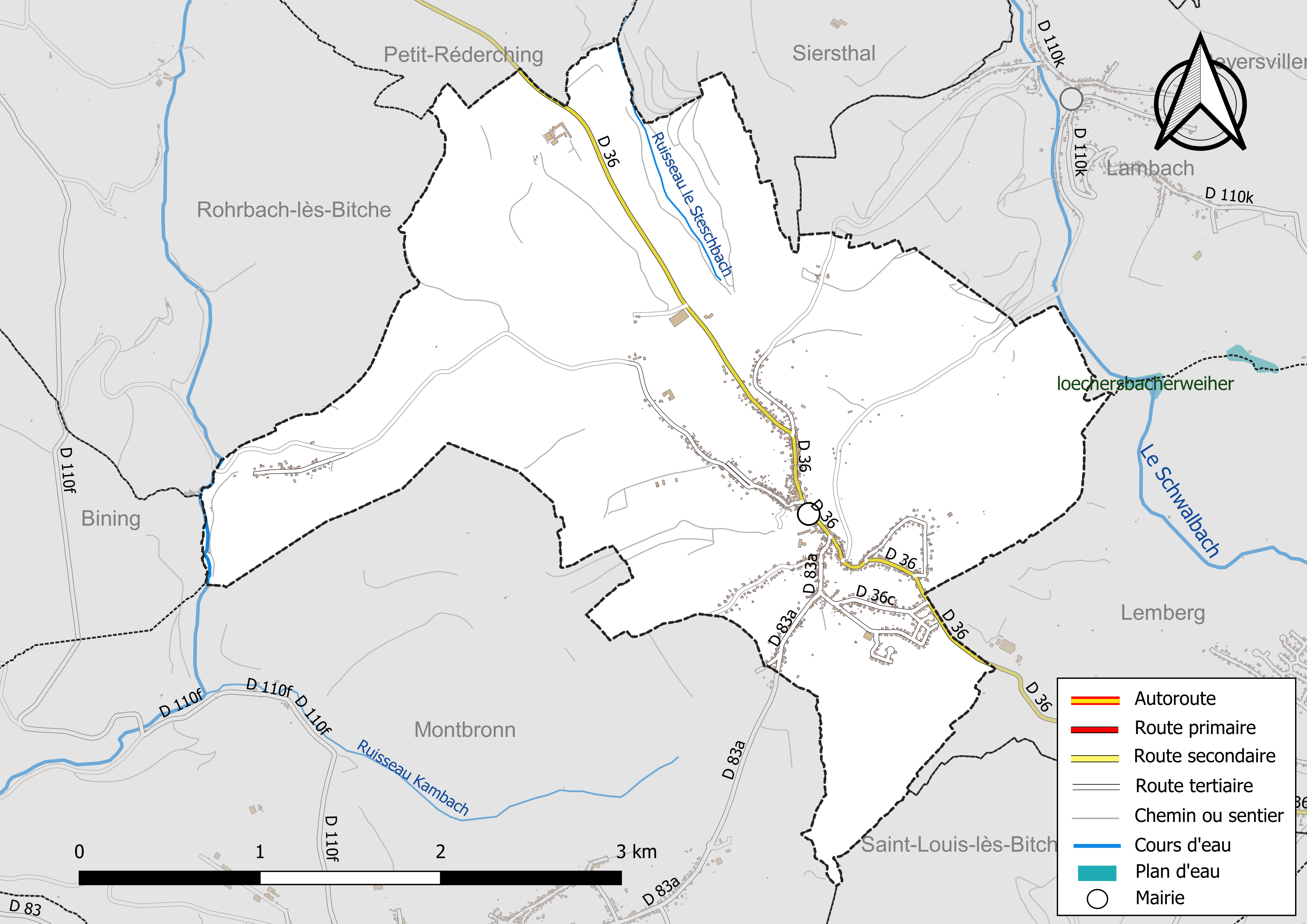
Réseaux hydrographique et routier d'Enchenberg.

La qualité des eaux des principaux cours d’eau de la commune, notamment du ruisseau le Buttenbach, peut être consultée sur un site dédié géré par les agences de l’eau et l’Agence française pour la biodiversité.

### Climat
Pour des articles plus généraux, voir Climat du Grand Est et Climat de la Moselle.
En 2010, le climat de la commune est de type climat des marges montargnardes, selon une étude du Centre national de la recherche scientifique s'appuyant sur une série de données couvrant la période 1971-2000. En 2020, Météo-France publie une typologie des climats de la France métropolitaine dans laquelle la commune est exposée à un climat semi-continental et est dans la région climatique Vosges, caractérisée par une pluviométrie très élevée (1 500 à 2 000 mm/an) en toutes saisons et un hiver rude (moins de 1 °C).
Pour la période 1971-2000, la température annuelle moyenne est de 9,5 °C, avec une amplitude thermique annuelle de 17 °C. Le cumul annuel moyen de précipitations est de 901 mm, avec 12,1 jours de précipitations en janvier et 9,9 jours en juillet. Pour la période 1991-2020, la température moyenne annuelle observée sur la station météorologique de Météo-France la plus proche, « Mouterhouse », sur la commune de Mouterhouse à 8 km à vol d'oiseau, est de 10,1 °C et le cumul annuel moyen de précipitations est de 954,2 mm. 
La température maximale relevée sur cette station est de 40,4 °C, atteinte le 25 juillet 2019 ; la température minimale est de −23 °C, atteinte le 13 janvier 1987,,.
Les paramètres climatiques de la commune ont été estimés pour le milieu du siècle (2041-2070) selon différents scénarios d'émission de gaz à effet de serre à partir des nouvelles projections climatiques de référence DRIAS-2020. Ils sont consultables sur un site dédié publié par Météo-France en novembre 2022.

### Voies de communications et transport

#### Réseau routier
Au sud du pays de Bitche, Enchenberg est au cœur du triangle Rohrbach-lès-Bitche (6,5 km au nord-ouest) - Bitche (8 km au nord-est) - Sarre-Union (20 km au sud-ouest). Ces trois bourgs sont très bien desservis par des routes à grande circulation.
Enchenberg se raccorde à la RN62 (Sarreguemines-Bitche-Haguenau) à Petit-Réderching.
La liaison vers Bitche s’effectue par la route départementale RD37 via Lemberg et vers Sarre-Union et l’échangeur de l’autoroute A4 (vers Metz ou Strasbourg) via Montbronn par la RD83.
La commune en elle-même est traversée du nord au sud par la RD36 qui va de Petit-Réderching à Lemberg et qui constitue un axe majeur de circulation ainsi que par la RD83 qui vient du sud-ouest.

#### Transports en commun
La gare d'Enchenberg était desservie de 1869 à 2014 par la ligne de chemin de fer Sarreguemines-Bitche. La ligne ferroviaire étant désaffectée depuis 2014, la gare est maintenant desservie par une liaison d'autocars TER Lorraine. De nos jours, la gare ferroviaire SNCF la plus proche est la gare de Wingen-sur-Moder, en service depuis 1895 sur la ligne Sarreguemines-Strasbourg.
Des ramassages vers le collège de Lemberg et vers les lycées et collège de Bitche sont organisés lors des périodes scolaires.

#### Réseau aérien
L’aéroport de Sarrebruck-Ensheim se situe à 42 km (liaison avec les grandes villes allemandes), celui de Strasbourg-Entzheim à 80 km (liaison avec les grandes villes françaises et européennes). L’aéroport international de Francfort est distant de 200 km du village. L’aéroport de Deux-Ponts (à 35 km) qui offrait des liaisons quotidiennes vers Berlin et Majorque n'est plus exploité depuis octobre 2014.

## Urbanisme

### Typologie
Au 1er janvier 2024, Enchenberg est catégorisée bourg rural, selon la nouvelle grille communale de densité à sept niveaux définie par l'Insee en 2022.
Elle est située hors unité urbaine. Par ailleurs la commune fait partie de l'aire d'attraction de Sarreguemines (partie française), dont elle est une commune de la couronne,. Cette aire, qui regroupe 48 communes, est catégorisée dans les aires de 50 000 à moins de 200 000 habitants,.

### Occupation des sols
L'occupation des sols de la commune, telle qu'elle ressort de la base de données européenne d’occupation biophysique des sols Corine Land Cover (CLC), est marquée par l'importance des territoires agricoles (63,5 % en 2018), en augmentation par rapport à 1990 (44,1 %). La répartition détaillée en 2018 est la suivante : 
forêts (29,6 %), terres arables (28 %), zones agricoles hétérogènes (16,1 %), prairies (12,4 %), cultures permanentes (7 %), zones urbanisées (6,9 %). L'évolution de l’occupation des sols de la commune et de ses infrastructures peut être observée sur les différentes représentations cartographiques du territoire : la carte de Cassini (XVIIIe siècle), la carte d'état-major (1820-1866) et les cartes ou photos aériennes de l'IGN pour la période actuelle (1950 à aujourd'hui).

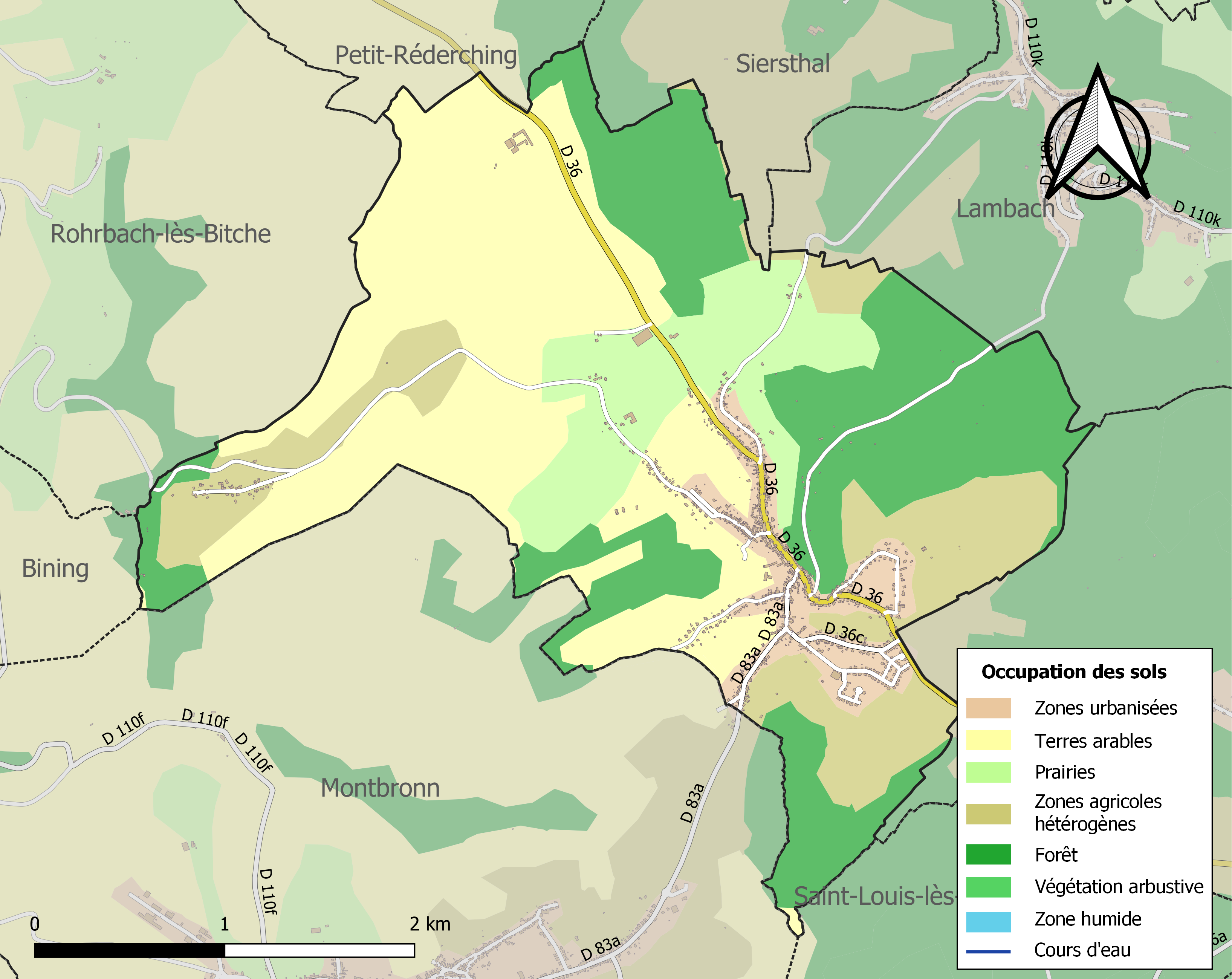
Carte des infrastructures et de l'occupation des sols de la commune en 2018 (CLC).

## Toponymie

### Enchenberg
- Anciennes mentions[26],[27],[28] : Ennechenberg (1286) ; Einchenberch (1571) ; Echemberg (1594) ; Enchenberg (1692) ; Echberg (1690-1749) ; Enchenberg (1743) ; Enckenberg (1749) ; Encherberg (1751) ; Enchemberg (1756) ; Encheberg et Eschenberg (1771) ; Engenberg (1801) ; Enchenberg (1844).
- Mentionné en 1286 sous la forme Ennechenberg, les explications plausibles du nom, nous ramènent à une hauteur possédée par un chef germanique Annico, Aneko ou Enneco ou d’une femme Ennika ou Enneka. Pour la forme Einchenberg de 1571, on a proposé le nom de personne Einicho. Longtemps aucune explication scientifique n’avait été donnée à la population du village ; c’est à partir de là que le nom d’Enchenberg a donné naissance à de nombreuses légendes[29].
- Enschebärsch ou Engebari en francique lorrain[30].
- Sobriquet des habitants : Enschebärje Hawerspatzen, « les moineaux pilleurs d’avoine d'Enchenberg »[31]. Il y a bien longtemps, une équipe de moissonneurs d’Enchenberg battait de l’avoine dans l’aire de leur grange. Voici qu’un hardi moineau s’empara d’une graine et voulut l’emporter. Mais déjà les battants du portique avaient été fermés, et la chasse à l’effronté voleur commença à coups de fléaux. Un prédicateur (prêtre) de passage, alerté par les cris, vint ouvrir tout doucement un battant pour y voir. Le moineau partit aussitôt et hélas ! l’homme curieux reçu, par mégarde, un grand coup de fléau sur la tête, dont il mourut. Par-dessus son corps, et sans s’occuper de leur victime, les batteurs couraient et continuaient la chasse jusqu’à la limite du ban de Lemberg, où ils purent enfin abattre le malheureux oiseau, qui s’était réfugié dans une haie. Il se peut que cette petite histoire romancée ait pour origine un crime commis à Enchenberg, à la suite de la publication de la lettre épiscopale du Cardinal Charles III de Lorraine, Vaudémont, en date du 30 juillet 1594, dans laquelle il s’élève contre les doctrines luthériennes et défend sévèrement la vente d’ouvrages de la religion réformée. Il se peut donc qu’un colporteur de bibles, appelé alors porte havresac, cherchant à vendre ses livres prohibés, ou même un novateur avec son havresac, contenant des effets, se fût attardé dans le village, où les paysans irrités l’avaient malmené ou même tué.

### Lieux-dits
Reflet du long passé linguistique allemand du pays de Bitche, les micro-toponymes ruraux (ou lieux-dits cadastraux) ne sont pas en français mais en allemand. On compte notamment :

## Histoire

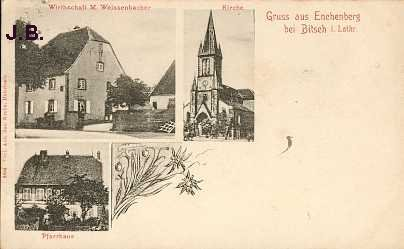
Vues du village

Le village conserve des témoignages de l'époque préhistorique. Deux sites gallo-romains ont été découverts à proximité du village et une statue de Mercure en grès mise au jour dans la forêt.
Le village est mentionné en 1286 sous la forme Ennechenberg : la montagne d'Enniko, d'un nom d'homme. Le village, traversé au Moyen Âge par la grande route reliant Strasbourg à Trèves, possède deux écarts : l'ancienne cense de Guisberg, formée d'une ancienne ferme appartenant déjà en 1709 (état des biens du monastère) à l'abbaye de Sturzelbronn, et reconstruite en 1738 ; et la ferme d'Heiligenbronn, propriété de Claude-Charles de La Lance de Moranville, capitaine des chasses du duc de Lorraine. Au XVIIIe siècle, une forge existe dans l'écart de Guisberg, appartenant elle-aussi à l'abbaye de Sturzelbronn. Un autre village se trouvait autrefois aussi sur le ban d'Enchenberg, Albertingen, qui n’était plus qu’une ferme en 1594 et qui a aujourd'hui disparu.
Du point de vue du spirituel, Enchenberg, succursale de Siersthal pendant l'Ancien Régime, est érigé en paroisse en 1802 et fait partie depuis cette date de l'archiprêtré de Rohrbach. L'habitat rural est encore bien conservé et de nombreuses croix jalonnent les chemins, mais c'est surtout la dévotion et le pèlerinage à sainte Vérène qui ont marqué les mentalités religieuses depuis la fin du XVIIIe siècle.
Le village devient français en 1766 sous Louis XV avec le rattachement du duché de Lorraine au royaume de France. Comme le reste de la Moselle, Enchenberg devient allemand durant la période du Reichsland (1871-1918) puis lors de l'occupation nazie (1940-1945).

## Politique et administration

### Situation administrative

Situation d'Enchenberg (rouge) au sein du canton de Bitche (gris).

Depuis 1802, Enchenberg est rattachée à l'arrondissement de Sarreguemines. La commune dépend de la cinquième circonscription de Moselle.
De 1790 à 1802, Enchenberg a fait partie de l'éphémère canton de Lemberg du district de Bitche. De cette date à 2014, Enchenberg était l'une des 15 communes du canton de Rohrbach-lès-Bitche. Depuis le redécoupage cantonal de 2014, la commune dépend désormais du canton de Bitche (46 communes pour près de 35 000 habitants). Selon le principe de parité, deux conseillers départementaux - une femme, un homme - sont nécessairement issus des suffrages. À la suite des élections départementales des 22 et 29 mars 2015, les représentants auprès du conseil départemental de la Moselle sont Anne Mazuy-Harter (DVD) et David Suck (UDI), ancien vice-président du conseil général.

### Instances judiciaires et administratives
Dans le ressort de la Cour d'appel de Metz, Enchenberg relève du tribunal de grande instance, du tribunal d'instance, du tribunal pour enfants et du bureau foncier de Sarreguemines, de la Cour d'Assises de Moselle, du tribunal administratif de Strasbourg et de la cour administrative d'appel de Nancy.
La commune se trouve dans la circonscription de gendarmerie de la communauté de brigades (COB) de Bitche.

### Intercommunalité

Situation de la C.C. du Pays de Bitche (rouge) au sein de la Moselle (gris).

Enchenberg fait partie de la communauté de communes du Pays de Bitche (CCPB) qui regroupe en son sein trente-sept communes situées autour de Bitche. Depuis 2009, cette institution est présidée par Francis Vogt, conseiller municipal de Bitche. Les deux délégués d'Enchenberg pour cette structure intercommunale sont les conseillers municipaux Bernard Fath et Véronique Wittmann.
Parmi ses nombreuses compétences, la CCPB gère le gymnase et le plateau sportif du collège de Lemberg, le gymnase et le plateau sportif du collège Kieffer de Bitche, La piscine et la médiathèque Rocca de Bitche, le site du Simserhof au Légeret, le site verrier de Meisenthal, le musée du Sabotier de Soucht, le site du moulin d'Eschviller, la collecte des ordures ménagères, l’entretien des cours d’eau et le développement touristique. Le siège administratif et les bureaux de la CCPB se situent à Bitche, au 4 rue du Général Stuhl.

### Tendances politiques et résultats

#### Élections présidentielles
Lors du second tour de l'élection présidentielle de 2002, Jacques Chirac, RPR, élu, avait obtenu à Enchenberg 74,51 % des suffrages et Jean-Marie Le Pen, FN, 25,49 % des suffrages ; le taux de participation était de 82,86 %.
Cinq ans plus tard, lors du second tour de l'élection présidentielle de 2007, Nicolas Sarkozy, UMP, élu, avait recueilli 59,04 % des suffrages et Ségolène Royal, PS, 40,96 % des suffrages ; le taux de participation était de 82,56 %.
Cinq ans plus tard, lors du second tour de l'élection présidentielle de 2012, François Hollande, PS, élu, avait recueilli 40,84 % des suffrages et Nicolas Sarkozy, UMP, 59,16 % des suffrages ; le taux de participation était de 78,62 %.

### Liste des maires
| Période                                  | Période         | Identité           | Étiquette | Qualité                                                   |
| ---------------------------------------- | --------------- | ------------------ | --------- | --------------------------------------------------------- |
| Les données manquantes sont à compléter. |                 |                    |           |                                                           |
| 25 mars 1989                             | 21 mars 2008    | Raymond Rimlinger  | DVG       | Conseiller général                                        |
| 21 mars 2008                             | 29 octobre 2011 | Thierry Beck       | NC        | NC                                                        |
| 6 novembre 2011                          | 5 avril 2014    | Laurent Hen        | NC        | NC                                                        |
| 5 avril 2014                             | 20 mai 2020     | Bernard Fath       | NC        | NC                                                        |
| 20 mai 2020                              | En cours        | Véronique Wittmann | NC        | Employé civil et agent de service de la fonction publique |

### Budget et fiscalité 2023
En 2023, le budget de la commune était constitué ainsi :
- total des produits de fonctionnement : 7 739 000 €, soit 618 € par habitant ;
- total des charges de fonctionnement : 632 000 €, soit 506 € par habitant ;
- total des ressources d'investissement : 178 000 €, soit 142 € par habitant ;
- total des emplois d'investissement : 677 000 €, soit 541 € par habitant ;
- endettement : 1 080 000 €, soit 864 € par habitant.

Avec les taux de fiscalité suivants :
- taxe d'habitation : 11,90 % ;
- taxe foncière sur les propriétés bâties : 23,97 % ;
- taxe foncière sur les propriétés non bâties : 87,87 % ;
- taxe additionnelle à la taxe foncière sur les propriétés non bâties : 0,00 % ;
- cotisation foncière des entreprises : 0,00 %.

Chiffres clés Revenus et pauvreté des ménages en 2021 : médiane en 2021 du revenu disponible, par unité de consommation : 23 750 €.

### Jumelages
Enchenberg est jumelée avec les villes suivantes :
- Hangard (Allemagne) depuis 1969

### Rattachements géographiques
- 925–1736 :  Saint-Empire romain germanique
  - 925–959 :  Lotharingie
  - 959-1286 :  duché de Haute-Lotharingie puis de Lorraine et  seigneurie de Bitche
  - 1286–1570 :  Comté de Deux-Ponts-Bitche
  - 1570–1736 :  duché de Lorraine, bailliage d'Allemagne et  comté de Bitche
- 1736-1766 :  duché de Lorraine
  - 1736-1751 : Bailliage d'Allemagne et  comté de Bitche
  - 1751-1766 : Bailliage de Bitche
- 1766–1791 :   Royaume de France
  -  Grand-gouvernement de Lorraine-et-Barrois et bailliage de Bitche
- 1791-1871 :  France
  - 1791-1802 :  département de la Moselle et canton de Lemberg
  - 1802-1871 :  département de la Moselle et canton de Rohrbach-lès-Bitche
- 1871–1918 :  Empire allemand
  -  Alsace-Lorraine, District de Lorraine et Arrondissement de Sarreguemines
- 1918–1940 :  France
  -  département de la Moselle et canton de Rohrbach-lès-Bitche
- 1940–1945 :  Allemagne nazie
  - Gau Westmark, CdZ-Gebiet Lothringen et Arrondissement de Sarreguemines
- depuis 1945 :  France
  - 1945-2015 :  région Lorraine,  département de la Moselle et canton de Rohrbach-lès-Bitche
  - depuis 2016 :  région Grand Est,  département de la Moselle et canton de Bitche

## Population et société

### Démographie

#### Évolution démographique
L'évolution du nombre d'habitants est connue à travers les recensements de la population effectués dans la commune depuis 1793. Pour les communes de moins de 10 000 habitants, une enquête de recensement portant sur toute la population est réalisée tous les cinq ans, les populations de référence des années intermédiaires étant quant à elles estimées par interpolation ou extrapolation. Pour la commune, le premier recensement exhaustif entrant dans le cadre du nouveau dispositif a été réalisé en 2007.

En 2022, la commune comptait 1 210 habitants, en évolution de −3,35 % par rapport à 2016 (Moselle : +0,52 %, France hors Mayotte : +2,11 %).
| 1793 | 1800 | 1806 | 1821 | 1836  | 1841  | 1861  | 1866  | 1871  |
| ---- | ---- | ---- | ---- | ----- | ----- | ----- | ----- | ----- |
| 615  | 633  | 700  | 773  | 1 036 | 1 091 | 1 001 | 1 036 | 1 033 |

| 1875  | 1880 | 1885 | 1890  | 1895  | 1900  | 1905  | 1910  | 1921  |
| ----- | ---- | ---- | ----- | ----- | ----- | ----- | ----- | ----- |
| 1 021 | 938  | 972  | 1 014 | 1 066 | 1 138 | 1 199 | 1 233 | 1 127 |

| 1926  | 1931  | 1936  | 1946  | 1954  | 1962  | 1968  | 1975  | 1982  |
| ----- | ----- | ----- | ----- | ----- | ----- | ----- | ----- | ----- |
| 1 116 | 1 160 | 1 181 | 1 150 | 1 193 | 1 255 | 1 277 | 1 214 | 1 142 |

| 1990  | 1999  | 2006  | 2007  | 2012  | 2017  | 2022  | - | - |
| ----- | ----- | ----- | ----- | ----- | ----- | ----- | - | - |
| 1 197 | 1 192 | 1 214 | 1 217 | 1 277 | 1 239 | 1 210 | - | - |

### Enseignement

#### Autrefois
Il y eut un régent d’école à Enchenberg dès 1701. Quant à l’enseignement des filles, la première sœur enseignante, de la congrégation de Saint-Jean-de-Bassel, est citée par le curé Muller, en 1805 comme étant au village depuis quarante ans, donc dès 1770 environ.
Au XIXe siècle, l’école de garçons se situait à l’emplacement de l’actuel parking, à côté du presbytère. Elle comportait une salle de classe au rez-de-chaussée du côté de la rue. Cette salle de classe servait aussi de salle communale et de mairie, car l’instituteur était aussi régulièrement secrétaire de mairie. Au-dessus, se trouvait la classe des moyens. Le logement de l’instituteur se trouvait de l’autre côté du couloir central, de même qu’une grange et une écurie. Le bâtiment de l’école de filles occupait une partie de l’emplacement actuel de la mairie. Il comportait une salle de classe au rez-de-chaussée pour les grandes filles. Le logement des sœurs se trouvait à l’étage.
Ces bâtiments seront remplacés à la fin du XIXe siècle par une grande et magnifique école. La famille Fath possédait une ferme et un grand terrain à l’emplacement de l’actuelle école. Un échange eut lieu en 1882 : la famille Fath cédait sa maison et son terrain, et recevait, en contrepartie, l’ancienne école de garçons en plus d’une somme d’argent. La nouvelle maison d’école comportait un corps central avec, au rez-de-chaussée, la mairie à l’avant et un logement des sœurs à l’arrière. Le logement de l’instituteur en occupait tout l’étage. Ce corps central était flanqué de deux parties latérales : à droite, une salle de classe et un autre logement des sœurs à l’étage. L’aile gauche comportait deux salles de classe, une au rez-de-chaussée et l’autre à l’étage. À l’arrière de cette aile gauche : un petit passage de quelques mètres, puis un petit bâtiment avec des aisances sans eau courante, pour filles et garçons, et une étable pour la vache de l’instituteur.
Au début du XXe siècle, un nouveau bâtiment avec une seule salle de classe, fut érigé dans la cour, parallèlement au bâtiment principal : le cours préparatoire. Il fut atteint d’un obus lors des combats de la Libération, en décembre 1944, et remplacé par une baraque du plan Marshall qui sera définitivement rasée après la construction de la nouvelle école primaire. À sa place s’élèvera une jolie maisonnette. Elle servira au logement des sœurs, jusqu’à suppression du poste des sœurs enseignantes à Enchenberg, en 1980. Début du XXe siècle également, on élèvera au bout de la cour arrière, vers le sentier de la Schmitt, une salle de classe en préfabriqué, en éternit, la Pappendeckelschule, école de carton, isolée avec de la laine de verre s’échappant par les fentes et les trous. Elle aussi est partie et se trouve aujourd'hui au Guisberg.
Une nouvelle école maternelle sera érigée dès le début des années 1952-1953, derrière la baraque du plan Marshall, dans le jardin des sœurs. Les grandes baies vitrées ont été remplacées récemment par des fenêtres plus petites et un appentis servant d’entrée a été accolé. Elle sert actuellement d’école de tir. Vers 1958-1959, une nouvelle école primaire sera construite à l’emplacement des anciennes aisances, avec un préau et deux salles de classe. Cette école sert actuellement d’école maternelle. L’ancien préau a été fermé et sert de salle de jeux.

#### Aujourd'hui
La commune d'Enchenberg est rattachée à l'académie de Nancy-Metz. Cette académie fait partie de la zone B pour son calendrier de vacances scolaires, et cela depuis le redécoupage des régions françaises de 2015. Avant, elle faisait partie de la zone A,.
Le village dispose de deux écoles, l'école maternelle « Le Bouton d'Or » et une école primaire. Les élèves d'Enchenberg vont ensuite au collège La Paraison de Lemberg. Pour poursuivre leurs études en lycée, ils se rendent principalement à Bitche ou à Sarreguemines.

### Santé
Les soins sur place sont assurés en 2016 par plusieurs praticiens dont un médecin généraliste, assisté d'auxiliaires médicaux.
Quant aux hôpitaux, ils sont situés à Bitche - Centre hospitalier Saint Joseph (86 places), Sarreguemines - Centre hospitalier Robert-Pax (246 places), Saverne - Centre hospitalier Sainte Catherine (391 places), Haguenau - Centre hospitalier (432 places) et Strasbourg - Hôpital civil (1 088 places) et Hôpital de Hautepierre (1 018 places).
Le village dispose d'un foyer d'accueil médicalisé « Fleur de Vie », situé au 1, Impasse des Écoles. Enfin, Enchenberg dispose aussi d'un centre d'incendie et secours (secteur de Rohrbach-lès-Bitche), fusionné depuis 2007 avec celui de la commune voisine de Montbronn. À l'occasion de la fusion, une nouvelle caserne a été érigée à la sortie de Montbronn en juillet 2007. En 2009, ce sont près de 480 interventions qui ont été réalisées par les 35 sapeurs-pompiers de ce centre au profit des populations du pays du Verre et du Cristal.

### Cultes
- Culte catholique, Communauté de paroisses Les Prairies de la Zorn[51], Diocèse de Metz.

### Médias

Le logo du Républicain lorrain.

Le Républicain lorrain est un quotidien régional d’information dont le siège social se situe à Metz. Dans son édition de Sarreguemines-Bitche, il consacre régulièrement des articles à l’actualité communale.
Dans le domaine des médias audiovisuels, trois chaînes de télévision sont accessibles aux habitants d'Enchenberg et relaient les informations locales : France 3 Lorraine, Mosaïk et TV Cristal. Parmi les nombreuses stations de radio disponibles, on peut citer Radio Studio 1 et Radio Mélodie, basées respectivement à Bitche et à Sarreguemines, ainsi que Radio Salü, radio de langue allemande basée à Sarrebruck.

## Économie

### Entreprises et commerces

#### Agriculture
- Culture de céréales, de légumineuses et de graines oléagineuses.
- Élevage d'autres bovins et de buffles.
- Culture de fruits à pépins et à noyau.
- Culture et élevage associés.

#### Tourisme
- Auberge Sainte-Vérène.
- Gîtes ruraux.
- Chambres d'hôtes.

#### Commerces
- Commerce de proximité boulangerie et pâtisserie, épicerie[54].

## Culture locale et patrimoine

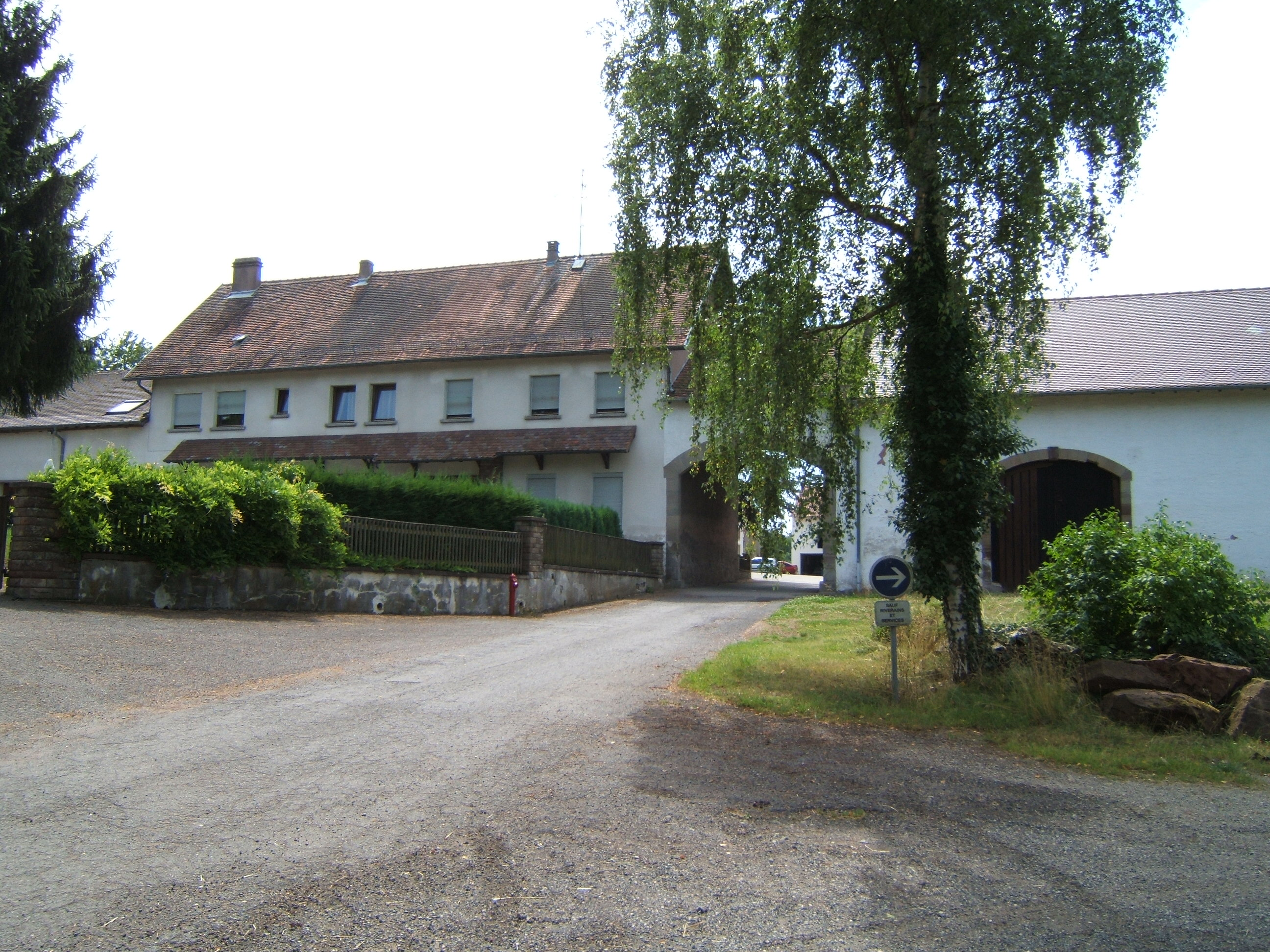
La ferme du Heiligenbronn
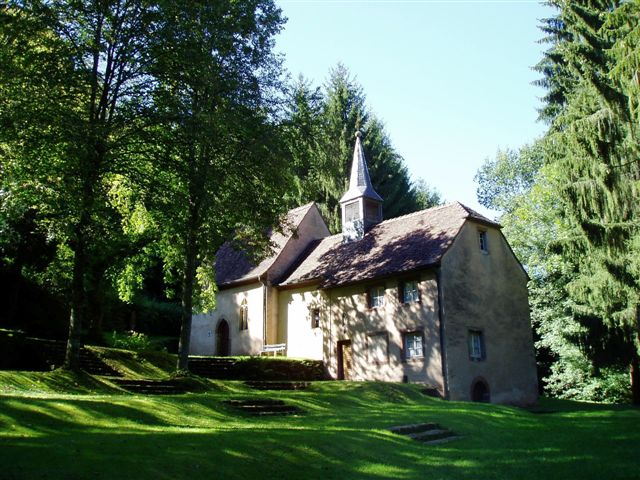
La chapelle Sainte-Vérène
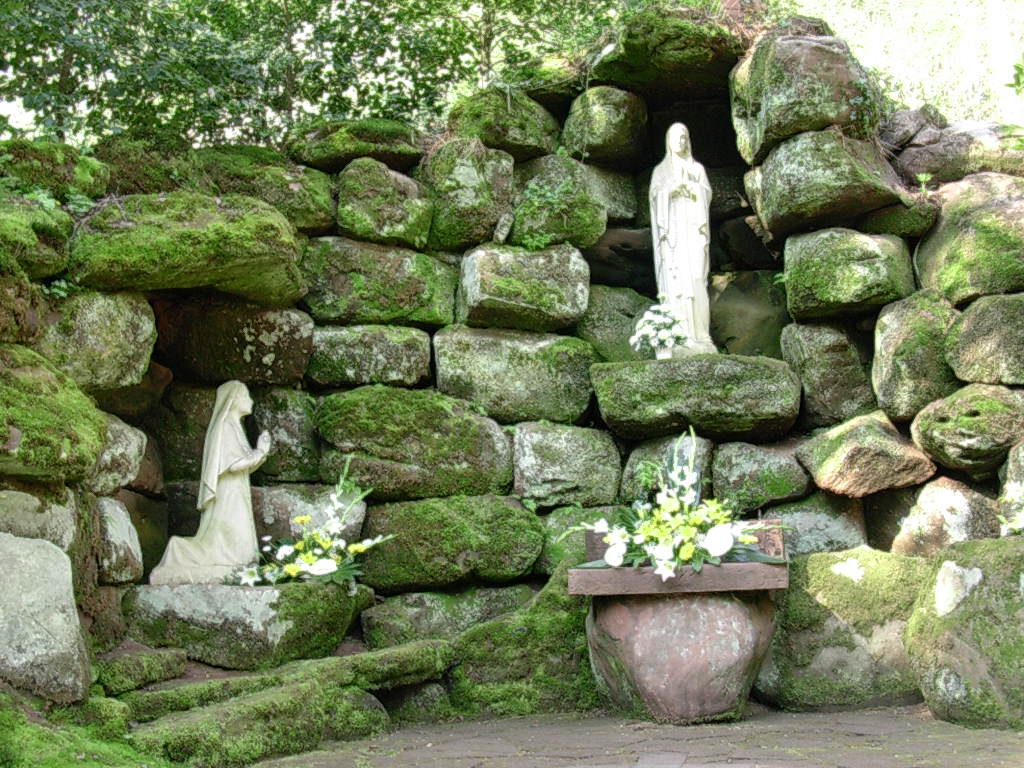
Grotte de Lourdes à la Chapelle Ste Vérène
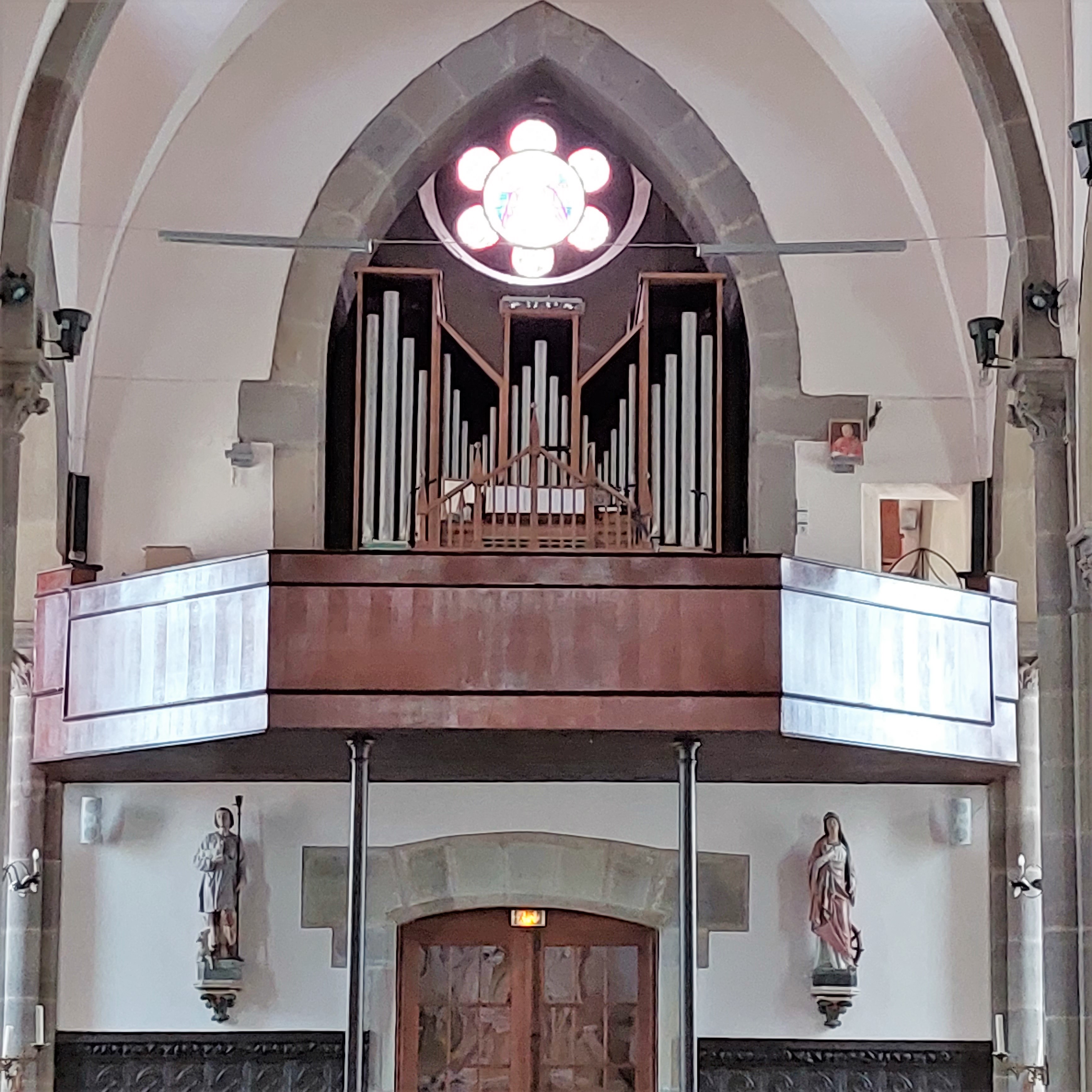
Orgue de l'église Saint-Pierre
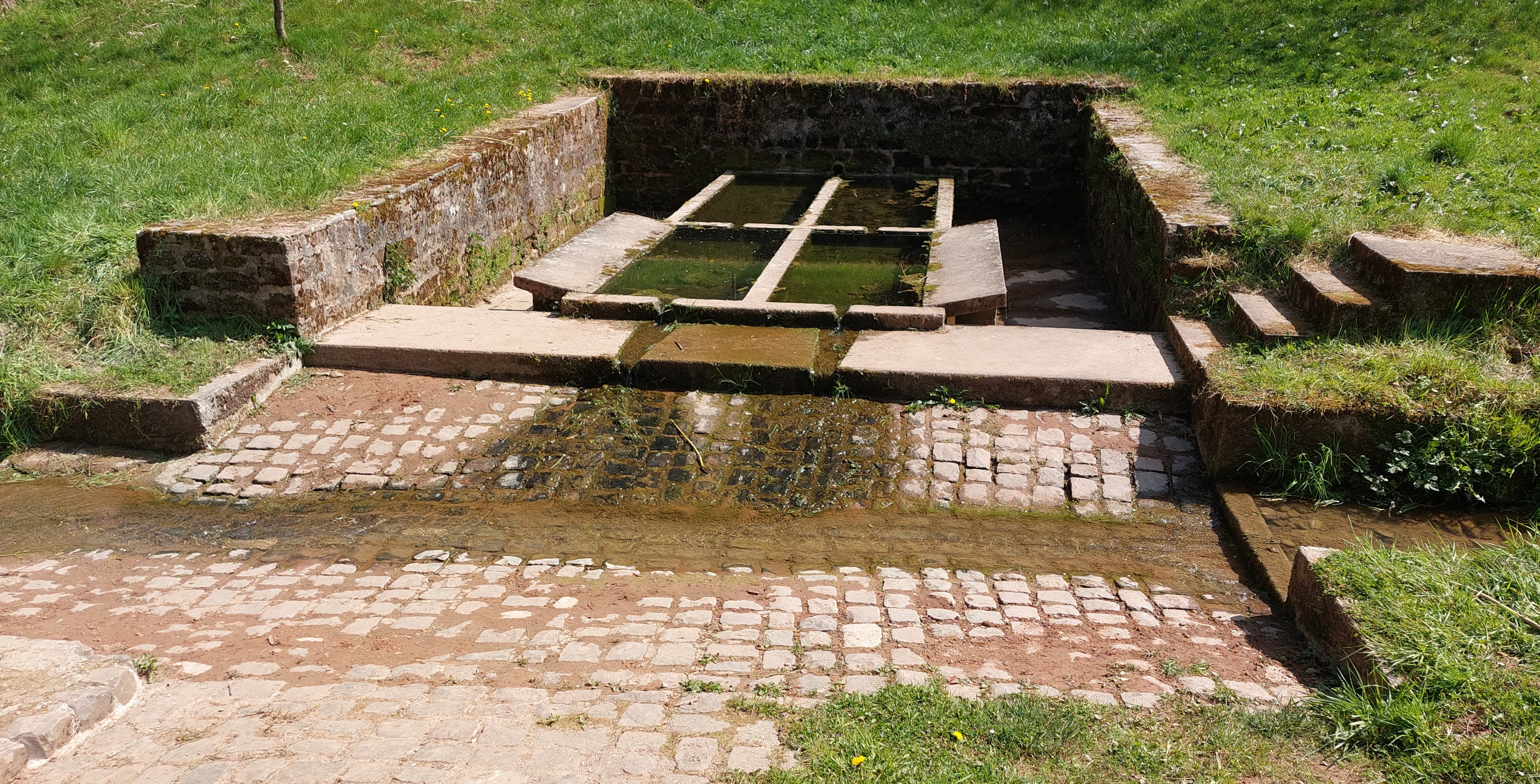
Lavoir.
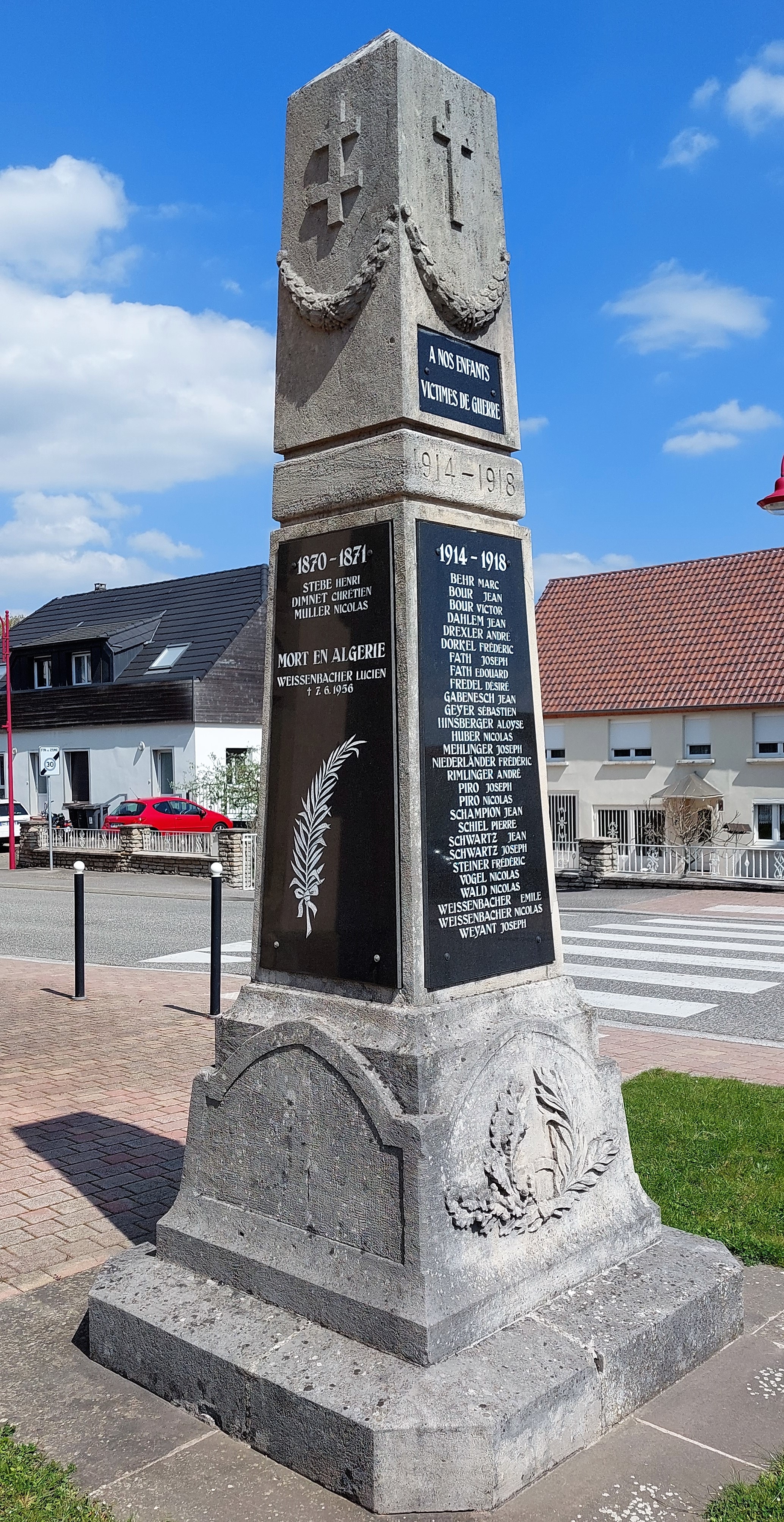
Monument aux morts.
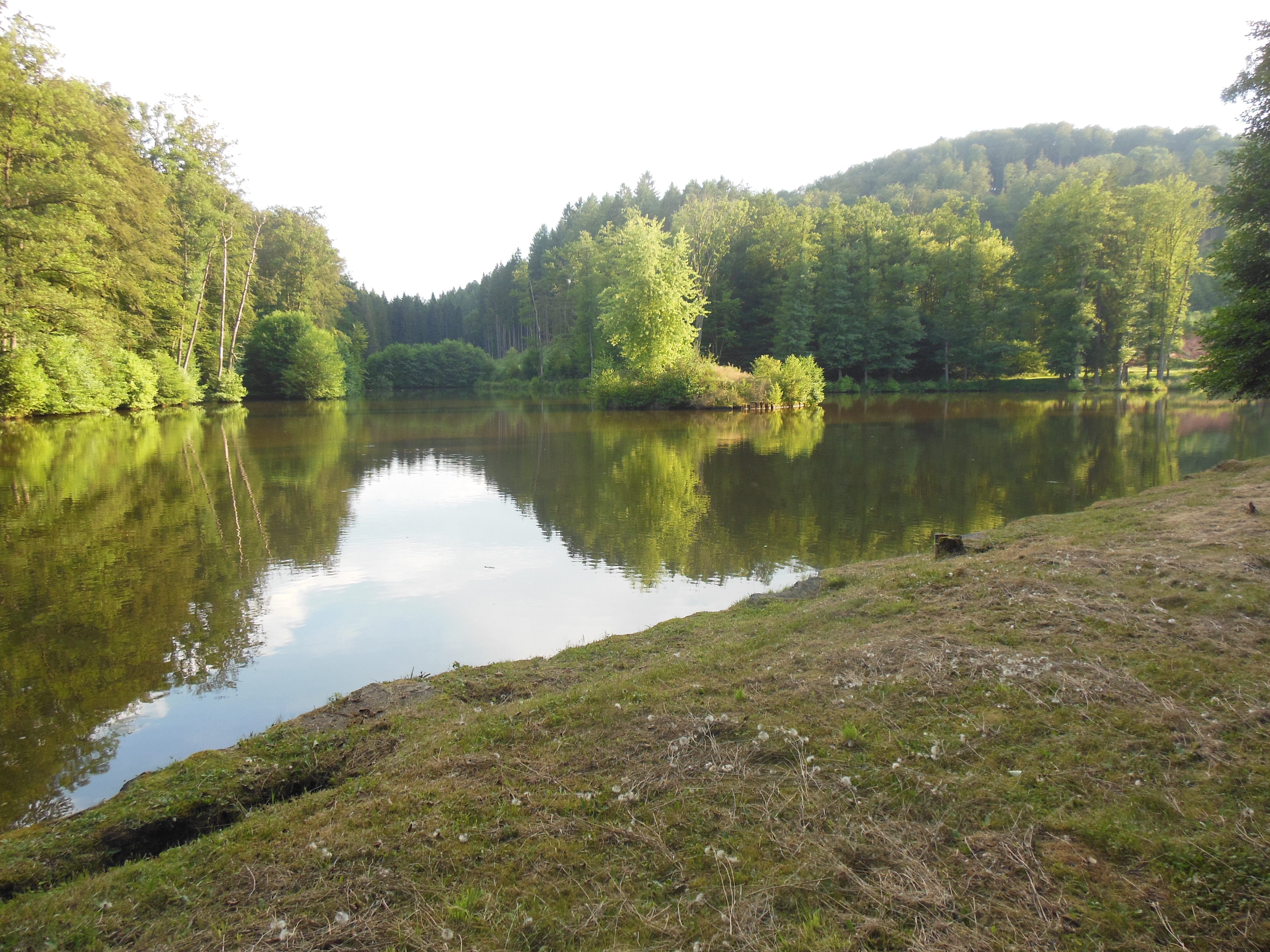
Étang du Loeschersbach.

### Lieux et monuments
- La chapelle Sainte-Vérène, datant du XVIIe siècle, est un lieu de pèlerinage où la statue de sainte Vérène, protectrice des animaux, est représentée avec un peigne à la main. Un joli sentier de promenade fait le tour de l'édifice. La chapelle et l'ermitage sont inscrits sur l'inventaire supplémentaire des monuments historiques par arrêté du 27 février 1996[55],[56].
- Le chemin de croix du XVIIIe siècle, menant de la chapelle à l'église paroissiale[57].
- La 1re église paroissiale dédiée à saint Pierre, située à proximité immédiate du presbytère actuel, au sud, l'église, a été détruite au moment de la construction de la nouvelle église, à partir de 1861, une vingtaine de mètres au nord-ouest[58].
- La 2e église paroissiale dédiée à saint Pierre, construite à partir de 1861 de style néogothique[59].
- Les croix rurales.
- Monument aux morts[60] : Conflits commémorés : Guerre franco-allemande de 1914-1918.
- Grotte de Lourdes[61],[62].

### Patrimoine rural et naturel
- Ferme de Heiligenbronn, ancienne propriété de Claude-Charles de la Lance de Moranville[63], capitaine des chasses du duc de Lorraine.
- Ancien lavoir près de la chapelle Sainte Vérène.
- L'étang du Loeschersbach, au nord-est du ban communal.

### Patrimoine culturel

#### Dialecte
Sur le plan culturel, la seconde moitié du XXe siècle se caractérise par la diffusion de la langue française dans le village et plus largement dans l'ensemble de la population alsacienne et mosellane. Depuis le traumatisme de l'occupation nazie de 1940-1945, la langue allemande et le dialecte francique sont en net recul même si le canton de Rohrbach comptait encore 80 à 90 % de locuteurs du francique lorrain en 1962.
Dans les conversations en français de Moselle germanophone, outre les spécificités de l'accent francique lorrain (non distinction entre le p et le b, le ch et le j, le d et le t), la syntaxe est fréquemment bousculée par celle de l'allemand. Parmi les autres tendances lourdes figurent l'inversion entre le prénom et le nom (Muller Michel), l'usage fréquent d'abréviations pour les noms de localités (Ench', 'Bronn, Goetz', Meis', Stras'), et l'emprunts de mots à la langue francique rhénane (Bix, Flammkuche, Schnaps, Scheslon, Kirb).

### Personnalités liées à la commune
- Patrick Neu, artiste contemporain né en 1963.

### Héraldique
| Blason de Enchenberg | Blason  | De sinople à deux clefs d'or passées en sautoir, accompagnées de quatre clarines d'argent. |
| Blason de Enchenberg | Détails | Le statut officiel du blason reste à déterminer.                                           |